# (3012) Minsk
(3012) Minsk es un asteroide que forma parte del cinturón exterior de asteroides y fue descubierto el 27 de agosto de 1979 por Nikolái Stepánovich Chernyj desde el Observatorio Astrofísico de Crimea, en Naúchni.

## Designación y nombre
Minsk se designó al principio como 1979 QU9.
Posteriormente, en 1985, recibió su nombre de la ciudad bielorrusa de Minsk.

## Características orbitales
Minsk está situado a una distancia media de 3,224 ua del Sol, pudiendo acercarse hasta 3,011 ua y alejarse hasta 3,438 ua. Su excentricidad es 0,06624 y la inclinación orbital 18,23 grados. Emplea en completar una órbita alrededor del Sol 2115 días.

## Características físicas
La magnitud absoluta de Minsk es 11.